# NGC 3077
NGC 3077 és un membre petit del grup M81. S'assembla molt a una galàxia el·líptica però és una irregular. No obstant això, és peculiar per dues raons. Primer, mostra vores tènues, núvols dispersos i pols que són probablement el resultat de la interacció gravitatòria amb els seus veïns més grans, similar a la galàxia M82. En segon lloc, aquesta galàxia té un nucli actiu. Això va fer que Carl Seyfert en 1943 la incloguera en la seva llista de les galàxies, que ara es diuen galàxies Seyfert. No obstant això, NGC 3077, malgrat una línia d'emissió de galàxies, avui dia ja no és classificada com una galàxia de Seyfert.